# White Castle (azienda)
White Castle è una catena di fast food statunitense fondata nel 1921 a Wichita nel Kansas nota per i cosiddetti panini slider.

## Storia[1][2][3]
White Castle è la seconda più antica catena americana di ristoranti fast food di hamburger (dopo la A&W Restaurants).
Il primo ristorante è stato aperto a Wichita nel 1921 da Billy Ingram e Walter Anderson.
È conosciuta per gli hamburger quadrati, conosciuti generalmente come "sliders", o "slyders", che erano venduti a 5 centesimi fino agli anni quaranta, e da lì a dieci centesimi, diventando sempre più piccoli. Per molti anni, mentre gli hamburger erano venduti a cinque centesimi, White Castle era solita fare promozioni in cui pubblicava sui giornali dei coupon che permettevano di comprare 5 panini, da portar via, a 10 centesimi.
La tipica architettura dei ristoranti White Castle prevede il colore bianco, con una torre ad un angolo, per ricordare un castello medievale. Si dice che il Chicago Water Tower, nella Michigan Avenue, sia il modello per il classico edificio.